# Sunburst and Snowblind
Sunburst and Snowblind — третій мініальбом англійської групи Cocteau Twins, який вийшов 7 листопада 1983 року.

## Композиції
Автор музики і слів Elizabeth Fraser and Robin Guthrie. 
| #  | Назва                   | Тривалість |
| -- | ----------------------- | ---------- |
| 1. | «Sugar Hiccup»          | 3:41       |
| 2. | «From the Flagstones»   | 3:39       |
| 3. | «Hitherto»              | 3:56       |
| 4. | «Because of Whirl-Jack» | 3:29       |

## Склад
- Елізабет Фрейзер — вокал
- Робін Ґатрі — гітара, ударні

## Чарти
| Чарт (1983)                               | Найвища позиція |
| ----------------------------------------- | --------------- |
| Велика Британія (Official Charts Company) | 86              |